# Tập (họ)
Tập là một họ của người Trung Quốc (chữ Hán: 習, Bính âm: Xí). Trong danh sách Bách gia tính họ này đứng thứ 332.